# ASUB Rugby Waterloo
 (juillet 2016).
Si vous disposez d'ouvrages ou d'articles de référence ou si vous connaissez des sites web de qualité traitant du thème abordé ici, merci de compléter l'article en donnant les références utiles à sa vérifiabilité et en les liant à la section « Notes et références ».
Pour les articles homonymes, voir Waterloo (homonymie).
Actualités
L'ASUB Rugby Waterloo est un club de rugby à XV belge évoluant en Championnat de Belgique de rugby à XV 2024-2025 en Seniors Division 1, soit le plus haut niveau national belge de rugby à XV.  L'ASUB Rugby Waterloo est l'un des clubs les plus prestigieux et les plus titrés en Belgique et n'a jamais été rétrogradé.
Fondé à l'Université Libre de Bruxelles en 1959 (Association Sportive de l'Université de Bruxelles), le club est basé à Waterloo depuis 1989.
Depuis novembre 2013, le club dispose d'un terrain synthétique de dernière génération répondant aux normes internationales les plus strictes (68 m de large).
En décembre 2013, l'ASUB Rugby Waterloo signe un partenariat historique avec les Osprey's Rugby et devient leur partenaire exclusif en Belgique.
En mai 2014, le club remporte un second titre de champion de Belgique d'affilée.
En avril 2015, il remporte la 13e Coupe de Belgique de son histoire.

## Histoire
L’histoire commence au printemps 1959 à l'Université libre de Bruxelles. À l'initiative notamment de Jacques Trejbiez, ancien joueur d'Anderlecht de nationalité française et de son partenaire de bridge (!) René Brassinne, pari est pris de monter une équipe de débutants pour défier les expérimentés rugbymen de Lille à l'occasion du tournoi omnisports organisé chaque année entre les deux universités.
La motivation était alors plus de pouvoir participer à une énorme guindaille que de découvrir ce nouveau sport, mais après une solide déculottée et une énorme guindaille, le virus avait pénétré l’organisme de nombreux joueurs, et de ce premier match naquit une équipe qui ne s’appelait pas encore l’ASUB mais l’ULB.
Le 2 octobre 1959, l’ASUB centrale (association sportive de l’Université de Bruxelles) accepte de créer la section rugby. La première assemblée générale a lieu le 28 octobre 1959. Les statuts proposés par l’ASUB centrale sont acceptés et dès cette date, l'association s'appelle l’ASUB rugby. Les statuts seront publiés au Moniteur, le 18 mai 1961. La date du 28 octobre 1959 est retenue comme date de fondation.
Guy Gérard, joueur du RSC Anderlecht, rejoint le club nouveau-né au mois de septembre 1959. Il devient le premier secrétaire de l’ASUB Rugby et contribue à placer le club sur des rails solides.
Dix ans plus tard, en 1969, est créée la première école de rugby. Jean-Pierre Linart, Marc Borgers et Yves Michel entre autres s’attaquent à cette rude tâche. Plus tard en 1976, Alain Limbos animera la seconde école de rugby.  
En 1989, le club lie son destin à la commune de Waterloo en périphérie bruxelloise. Dans la foulée, l'école des jeunes actuelle est relancée sous l'impulsion d'Yves Dubois et Michel Lengelé.

## Identité visuelle

### Logo

Évolution du logo
Logo du club de rugby belge ASUB Waterloo.
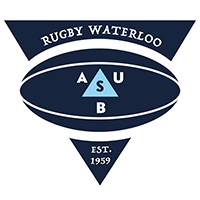

## Palmarès
- Supercoupe de Belgique (3)
  - Vainqueur : 2009, 2014, 2015, 2016

- Championnat de Belgique (16)
  - Champion : 1963, 1965, 1968, 1969, 1978, 1979, 1980, 1984, 1986, 1987, 1988, 1989, 1994, 1998, 2013, 2014

- Coupe de Belgique (14)
  - Vainqueur : 1968, 1979, 1984, 1985, 1986, 1987, 1988, 1991, 1992, 1994, 2001, 2009, 2015, 2023

- Championnat du Nord de la France[1]
  - Champion (1) : 1963

## Membres fondateurs
Une réunion des anciens établira la liste suivante des membres fondateurs :
- Trejbiez Jacques, président fondateur
- Brassinne René, membre fondateur
- De Raet Sébastien, membre fondateur
- Gérard Guy, membre fondateur
- Pottier Guy, membre fondateur
- Schorochoff André, membre fondateur
- Swinne Camille, membre fondateur
- Oscar Van Kesbeek, membre fondateur

## Autres dates marquantes
D'autres dates marquantes de l'histoire du club sont les suivantes : en 1979, lors de l’assemblée générale de juin, René Brassinne est élu président d’honneur du club, après huit années vice-présidence et dix années de présidence. En 1982, lors de l’assemblée générale de juin, les statuts sont modifiés et publiés au Moniteur du 24 novembre 1983. 
Le club s’appellera désormais Association Sportive Universitaire Bruxelles rugby, en résumé ASUB rugby. Le mot ASUB n’étant pas des initiales mais bien un mot à part entière.
En 1989, le club quitte la ville de Bruxelles et s’établit à Waterloo. Lors de l’assemblée générale du 18 juin 1999, le nom du club est modifié comme suit « Association Sportive Universitaire Bruxelles Rugby Waterloo », en abrégé : ASUB Rugby Waterloo.

## Joueurs emblématiques
- Thibaud Flament
- Alan Williams